# A görög istenek születése
A görög istenek születése a görög mitológia teremtéstörténete, amelynek legfontosabb forrása Hésziodosz Theogonia című munkája volt, igaz már az ókorban is sok volt az ellentmondás az egyes történetek lehetséges változatai között. E teremtéstörténet szerint minden, még az első istenek is a Káoszból születtek. Ezután az istenek újabb és újabb generációi váltották egymást, nem túl zökkenőmentesen, mígnem a negyedik generáció, Zeusz, és testvérei képesek voltak megtartani a hatalmukat.

## Mítoszok keletkezése
A szépirodalom kezdetét nem tudjuk pontos évszámhoz kötni. Az első irodalmi alkotások a mítoszok. A mítosz a társadalmi fejlődés kezdeteire jellemző naiv társadalmi tudatforma. A mitológia a mítoszok összegzése és a velük foglalkozó tudomány. A mítoszok leginkább ember formájúnak, idegen szóval antropomorfnak elképzelt istenekről és isteni származású hősökről szólnak, valamint ősi események, természeti katasztrófák hatására keletkeztek. Szájhagyomány útján terjedtek, eredeti szövegük tehát ismeretlen. Ennek az élőszóban való terjedésnek az lett a következménye, hogy 1-1 történetnek igen sok változata keletkezett. A mítoszok gazdag motívumai, anyagai, ihlet forrásai az irodalomnak és a művészeteknek. A Görög mitológiát későbbi feldolgozásokból ismerhetjük meg, például: homéroszi eposzok.

## Az istenek születése
Elsőnek jött létre Khaosz (a tátongó üresség), majd őt követte  Erebosz (az alvilági sötétség). Khaosz lett az atyja  Gaiának (a szélesmellű Föld) és Nüxnek (a fekete éjszaka), akinek gyermekei voltak Aithér (levegő) és Hémera (nappal). Nüx magából hozta létre Thanatoszt (halál), Hüpnoszt (álom), Óneirát (ábrándozás), a három heszperiszt, a három moirát és Eriszt (viszály). 
Gaia saját magából hozta létre Uranoszt (égbolt) és a hegyeket. Uranosz és Gaia szerelméből születettek a küklópszok, a titánok és titaniszok, közülük való Rhea és Kronosz (idő). Kronosz megcsonkította Uranoszt és letaszította őt a trónjáról. Rhea és Kronosz szerelméből születtek az olümposzi istenek: Hesztia (családi tűzhely istennője), Démétér (földművelés istennője), Héra (házasság istennője), Hadész (alvilág istene), Poszeidón (tengerek istene), Zeusz (ég és föld istene). De Kronosz gyermekeit lenyelte, mivel még korábban atyja azt jósolta neki, hogy az egyikük megöli őt. Ezért mikor Rhea világra hozta Zeuszt, akkor egy követ pólyált be, azt adta Kronosznak, azután Zeuszt elrejtette Kréta szigetén.  A gyermek Kréta szigetén nevelkedett, s felnőtt korában varázsszert kapott Métisztől (ész), amivel kiszabadította testvéreit apja gyomrából. Ezután harcot indított apja ellen és 3 testvérével megosztoztak a hatalmon. Zeusz és Héra szerelméből született Hébé (ifjúság istennője), Arész (háború istene) és Eileithüia (szülő asszonyok istennője).

## A görög istenek családfája
```
 
                                Khaosz
                              /   |   \
                         Erebosz Gaia  Nüx
                                   \+
                                  Uranosz
                                 /   |   \
                                /    |    \
                 hekatonkheirek   titánok   küklópszok
                                     |
                             Ókeánosz|Mnémoszüné
                             Iapetosz|Themisz
                             Hüperión|Thétüsz
                              Kronosz+Rheia
                                     |
                             |Hesztia|Hadész
                             |Démétér|Poszeidón
                             |   Héra|Zeusz
                           

                                     Gaia = Uranosz
                                          |
         _________________________________|_________________________________________
        /            |              |             |               |                |
 Ókeanosz=Téthüsz Hüperión=Theia  Koiosz=Phoibé Kreiosz=Eurübia Iapetosz=Klümené Kronosz=Rheia              
         |            |           |             |                |                  
  _______|__        __|_________  |____    _____|________   _____|__________________________                                        
  |        |        |     |    |   |  |    |        |   |   |       |          |           |    
folyók Ókeaniszok  Héliosz|    | Létó |  Asztraiosz |   | Atlasz Menoitosz Prométheusz Epimétheusz                                                                                      
(össz. (pl.: Kalüpszó,| Eósz Szeléné Aszteria   Pallasz Perszész    
 3000)  összesen 3000)|               
                      |                                                  
                   Phaetón             

                                  Kronosz = Rheia
                                          |
               ___________________________|_____________________________
              /         |          |        |          |               |           
          Déméter    Hesztia     Héra    Hadész   Poszeidón           Zeusz         
           |=Zeusz                |=Zeusz           |+ egyéb gyermekek |+ egyéb gyermekek (Athéné)                                                                                                  
           |             _________|           ______|_           ______|_____________________                                        
           |             |        |           |      |           |        |         |       |                                                             
       Perszephoné     Árész   Héphaisztosz Tritón Polüphémosz Apollón Artemisz Dionüszosz Hermész                                                                                     
       =Hadész      =Aphrodité    |                            |                = Ariadné   |                                              
                        |         |                            |                  |         |              
    ____________________|_        |___________      ___________|_________         |      ___|___          
    |        |     |     |        |         |       |       |           |    két gyermek |     |                    
  Harmónia Erósz Deimosz Phobosz Palaimón Ardalosz Orpheusz Aszklépiosz Linosz         Pán Priaposz                                          
                                                   =Eurüdiké =Épioné                                                    
                                                             |                                                     
                                 ____________________________|_____
                                 |        |       |         |     |                                                  
                             Podaleiriosz Makhaón Panakeia Aiglé Hügheia                                                                         

```